# Pavel Jistebnický Spongopeus
Pavel Jistebnický Spongopeus, často psán Gistebnicenus, (1550? Jistebnice – 1619 Kutná Hora) byl český hudební skladatel.

## Život
O jeho životě je známo jen málo. Působil jako kantor v Přešticích. Je autorem mnoha chrámových skladeb. Řada z nich se dochovala v kancionálech v Rokycanech, Klatovech, Hradci Králové a dalších. Z dochovaných skladeb, které jsou melodicky bohaté, je zřejmé, že byl vytříbený a zkušený polyfonik.

## Dílo
- 2 pětihlasé mše
- 1 šestihlasá mše
- 1 osmihlasá mše
- Officia, hymny a další chrámové skladby